# 伊利亚·爱伦堡
伊利亚·格里戈里耶维奇·爱伦堡（俄語：Илья́ Григо́рьевич Эренбу́рг；1891年1月26日—1967年8月31日），苏联犹太裔作家、记者与革命家。

## 生平
爱伦堡生於俄罗斯帝国基輔的立陶宛犹太人家庭，父亲是工程师。他4岁时全家移居莫斯科，在学校期间与尼古拉·伊万诺维奇·布哈林结识，两人友谊一直维持到1938年布哈林被处决。1905年革命后，爱伦堡与布哈林参与布尔什维克组织的非法活动。1908年被捕，为期5个月，期间遭到殴打造成牙齿脱落。后来流亡法国巴黎。在巴黎期间，他结识了列宁等布尔什维克流亡领导人，但不久后开始远离此圈子，迷恋上蒙帕纳斯放荡不羁的生活，开始创作诗歌，并结识了毕加索、迭戈·里维拉、朱勒·帕斯金、阿梅代奥·莫迪利亚尼，翻译了法国诗人耶麥的作品。第一次世界大战期间，爱伦堡为一家圣彼得堡的报社担任战地记者，期间的诗歌关注战争与毁灭，著名诗人尼古拉斯·斯捷潘诺维奇·古米廖夫曾积极评价爱伦堡在诗歌上的进步。
1917年后回到俄罗斯，初期反对布尔什维克政策，对其持续不断的暴力氛围感到震惊。他写了一首诗《为俄罗斯祈祷》，把攻占冬宫比作强奸。1920年，他前往基辅，在一年之内经历了四个政权。在爆发了反犹屠杀后逃往克里米亚的科克捷别利。最后他回到了莫斯科，在被契卡短暂逮捕后被释放。此后，他成为苏联文化活动家和记者，经常出国写作。1935年在法国巴黎召开的世界保卫文化作家大会期间，因侮辱超现实主义作家，被法国作家安德烈·布勒东掌掴数次。1936年至1939年西班牙内战期间，他担任战地记者，曾直接参与共和军的军事行动。
他在第二次世界大战中所写的政论通讯广受欢迎，与康斯坦丁·西蒙诺夫等人一起加入了反对德国人的仇恨运动中，1942年出版文章《杀戮》，“我们要杀戮，如果你一天不至少杀死一个德国人，那你就等于把这一天浪费了。不要数日子，不要数里程，只数你杀死的德国人的数量。”在受到格奥尔基·费奥多罗维奇·亚历山德罗夫1945年在《真理报》上的批评后，爱伦堡表示他的意思并不是要消灭德意志民族，而是带着武器来到我们领土上的侵略者。亚历山德罗夫的文章预示着斯大林开始改变对德国的政策。爱伦堡是犹太人反法西斯委员会中的知名成员。
1954年，爱伦堡出版小说《解冻》，“赫鲁晓夫解冻”因此而得名。他的回忆录《人·岁月·生活》被认为是其最杰出的作品。

## 轶事
在中苏交恶期间，爱伦堡被中共视为“修正主义”的代表加以抨击，这一点在其逝世时的人民日报的讣文中可见一斑。

## 中译本
- 《爱伦堡政论通讯集》 戈宝权译， 新华出版社 1982
- 《解冻》 钱诚译，北京师范大学出版社  1982
- 《巴黎的陷落》 侯华甫译， 上海译文出版社 1992
- 《人·岁月·生活》（全三册）冯江南 译，海南出版社 1999

## 備註
1. ↑  . 《人民日报》. 1967年9月12日: 第5版  [2024年8月14日]. （原始内容存档于2024年8月14日）.